# Belle Plaine (Minnesota)
Belle Plaine é uma cidade localizada no estado americano de Minnesota, no Condado de Scott.

## Demografia
Segundo o censo americano de 2000, a sua população era de 3789 habitantes. 
Em 2006, foi estimada uma população de 4854, um aumento de 1065 (28.1%). Em 2010 cresceu para 6.661 habitantes.

## História
O juiz Andrew G. Chatfield, da Suprema Corte Territorial de Minnesota, selecionou o local da cidade de Belle Plaine em 1853, quando viajava de Mendota a Traverse des Sioux para fazer a corte, pois era um marco intermediário em seu caminho habitual de viagem. O juiz Chatfield escolheu o nome do site Belle Plaine, que é francês para "Beautiful Prairie". 
De 1868 a 1974, Belle Plaine foi incorporada como uma cidade , a única em Minnesota. Em 1974, tornou-se uma cidade. 
Em 1870, a Assembléia Legislativa do Estado de Minnesota aprovou "Um ato para ajudar no desenvolvimento das nascentes de sal em Belle Plaine" , que doou seis pedaços de terra salgada de propriedade estatal a uma empresa holding sob certas condições, notadamente que um poço deveria ser perfurado em Belle Plaine.  Os fundos públicos colocam a empresa sob grande escrutínio público.  Um ano depois, "Um ato para ajudar ainda mais a Belle Plaine Salt Company no desenvolvimento de Salt Springs em Belle Plaine" foi aprovado. 

## Geografia
De acordo com o United States Census Bureau tem uma área de 
11,0 km², dos quais 10,5 km² cobertos por terra e 0,5 km² cobertos por água.
Belle Plaine está localizada dentro do vale do rio Minnesota, uma área de largura considerável na qual um grande rio corria após o recuo das geleiras que deixaram Minnesota com tantos lagos. As margens do rio antigo são discerníveis à medida que as encostas do vale se erguem em ambos os lados da cidade.

## Localidades na vizinhança
O diagrama seguinte representa as localidades num raio de 20 km ao redor de Belle Plaine. 